# Gemelli Brino
Lorenzo, Nikolas, Myrinda e Zachary Brino sono quattro gemelli nati il 21 settembre 1998 a Woodland Hills (Los Angeles) da Tony e Shawna Brino.
A soli 5 mesi di vita, interpretarono i gemelli Sam e David Camden nella serie televisiva Settimo cielo. I quattro fratelli condivisero il ruolo fino al 2001. Da allora solo Lorenzo e Nikolas hanno continuato a interpretare quei ruoli.
Lorenzo e Nikolas interpretano il ruolo di Sam e David Camden da quando avevano cinque mesi e i loro genitori, cercando di dare loro una normale educazione, hanno deciso di non far partecipare i figli ad altri programmi. Nonostante tutto loro madre ha dichiarato che i figli si sono divertiti moltissimo a recitare e lei potrebbe lasciarli continuare nella loro carriera.
I quattro gemelli hanno un fratellastro maggiore: Antonio, che loro padre ha avuto da un altro matrimonio, che frequenta l'Accademia di Guardia Costiera.
Zachary Brino, l'unico dei gemelli ad avere gli occhi color nocciola e ad indossare gli occhiali, è apparso nella serie televisiva della ABC A proposito di Brian nel ruolo di Bobby negli ultimi due episodi della seconda stagione. Barry Watson, che interpreta Matt Camden in Settimo cielo è il protagonista dello show.
Lorenzo Brino è morto il 9 marzo 2020 alle 3 del mattino a soli 21 anni, a causa di un incidente stradale.

## Filmografia
- Settimo cielo ("7th Heaven")- (1999) ... e Sam e David Camden
- A proposito di Brian ("What About Brian") - Zachary Brino nel ruolo di Bobby